# Reichsversammlung in Worms 1195
Die Reichsversammlung in Worms 1195 fand unter Kaiser Heinrich VI. im Dezember 1195 statt. Es war die letzte, die der Kaiser in Worms abhielt. Themen waren der anstehende Kreuzzug und die Nachfolge Heinrichs.

## Vorgeschichte
Heinrich VI. hatte sich gegenüber Papst Coelestin III. zu einem Kreuzzug verpflichtet. Um zuvor die Nachfolge in seinem Sinne zu regeln, strebte er an, seinen Sohn, den späteren Kaiser Friedrich II., der damals aber erst ein Jahr alt war, von den Reichsfürsten als Nachfolger anerkennen zu lassen. Dem diente zunächst eine Reichsversammlung im Oktober 1195 in Gelnhausen, auf der er die thüringischen und sächsischen Fürsten von seinem Plan zu überzeugen suchte. Die Reichsversammlung in Worms im Dezember richtete sich an den Adel im Süden und Westen des deutschen Teils des Reiches. Der Kaiser hielt sich mindestens seit dem 5. Dezember 1195 in Worms auf.

## Inhalt
Zentrales Thema war der anstehende Kreuzzug. Am 6. Dezember 1195 hielt der Kardinallegat Peter von Piacenza, Kardinalpriester von S. Caecilia, eine Predigt vor den versammelten geistlichen und weltlichen Fürsten, von denen daraufhin viele erklärten, das Kreuz nehmen zu wollen.
Angesichts des hohen persönlichen Risikos, das ein Kreuzzug für jeden Teilnehmer bedeutete, war es für Heinrich VI. ein dringendes Anliegen, zuvor seine Nachfolge sicher zu regeln. Ob Heinrich den „Erbreichsplan“ bereits in Worms vorlegte, wie ältere Literatur annimmt, oder ob er ihn erst in der Folge entwickelte – so neuere Literatur –, kann hier dahingestellt bleiben. In der Nachfolgefrage zugunsten seines Sohnes kam Heinrich in Worms jedenfalls nicht weiter: Eine Gruppe oppositioneller Fürsten – vornehmlich vom Niederrhein – unter Führung von Erzbischof Adolf I. von Köln verweigerte die Zustimmung zur Wahl und war in Worms erst gar nicht erschienen.
Der Kaiser empfing eine Gesandtschaft von König Amalrich I. von Zypern, der ihm anbot, ihm für Zypern den Lehnseid zu leisten, und ihn bat, Erzbischöfe für seine Krönung zu entsenden. Einer der zyprischen Gesandten war Rainer Embriaco von Gibelet, der stellvertretend für Amalrich vor dem Kaiser den Lehnseid ablegte und die Insel von ihm zu Lehen nahm. Weiter entsandte Heinrich von Worms aus die Erzbischöfe Samaro von Trani und Peter von Brindisi nach Zypern und gab ihnen als Zeichen seiner Belehnung ein Zepter mit.

## Teilnehmer
Die Zeugenreihen dreier Urkunden und eine Chronik (Annales Marbacenses) bezeugen Personen, die in den Tagen der Reichsversammlung in Worms anwesend waren. Nicht unterscheiden lässt sich, ob die einzelnen Zeugen der Urkunden auch an der Reichsversammlung teilnahmen und unklar ist, wie präzise die Chronik hinsichtlich der dort genannten Teilnehmer ist. Aufgrund dieser Quellen anwesend waren:
- Erzbischof Konrad I. von Wittelsbach von Mainz[10][11][12][14]
- Erzbischof Johann I. von Trier[11][12]
- Erzbischof Hartwig II. von Bremen[14]
- Bischof Hermann II. Münster[10][11][12][14]
- Bischof Heinrich I. von Worms[10]
- Bischof Otto von Speyer[11][12]
- Bischof Otto von Bamberg[11][12]
- Bischof Rudolf von Verden[12][14]
- Bischof Eberhard von Merseburg[12]
- Bischof Berthold II. von Naumburg[12]
- Bischof Gardolfus von Halberstadt[12][14]
- Bischof Konrad I. von Hildesheim[14]
- Bischof Konrad III. von Regensburg[14]
- Bischof Wolfger von Passau[14]
- Bischof Heinrich von Prag[14]
- Abt Heinrich III. von Fulda[11][12]
- Abt Gebhard des Klosters Paulinzella[11][12]
- Abt Siegfried des Klosters Hersfeld[12]
- Abt Witukind von Spiegel zum Desenberg des Klosters Corvey[12]
- Abt Heinrich des Klosters Ellwangen[12]
- Abt Sieghard des Klosters Lorsch[12]
- Abt Mangold des Klosters Tegernsee[14]
- Propst Werner des Klosters Jechaburg[11]
- Priester Kuneman („Cunemannus“)[11]
- Kaiserlicher Protonotar Ebelin[11]
- Notar Reinfried[11]
- Herzog Heinrich III. von Limburg[10]
- Herzog Philipp von Schwaben[12]
- Herzog Berthold V. von Zähringen[12]
- Herzog Berthold IV. von Meranien[14] und sein Sohn
  - Otto VII.[14]
- Herzog Friedrich I. von Österreich[14]
- Herzog Ulrich von Kärnten[14]
- Herzog Heinrich I. von Herzogtum Brabant[14]
- Herzog Heinrich III. von Limburg[14]
- Pfalzgraf Heinrich V. bei Rhein[14]
- Landgraf Hermann I. von Thüringen[14]
- Markgraf Otto II. von Brandenburg[12][14] und sein Bruder
  - Albrecht II. von Brandenburg[14]
- Markgraf Adelbert (Albert) II. von Dagsburg[12]
- Graf Dietrich VII. von Holland[10]
- Markgraf Konrad von Landsberg und sein Bruder[14]
  - Graf Dietrich von Groitzsch[14]
- Markgraf NN von Meißen[14][Anm. 3]
- Graf Emich von Leiningen[10]
- Graf Otto I. von Geldern[10]
- Graf Boppo (oder Poppo) von Wertheim[10][15]
- Graf Günther II. von Kevernburg[11][14] sowie dessen Söhne
  - Heinrich II. von Schwarzburg-Blankenburg[11][14]
  - Günther III. von Kevernburg[11][14]
- Graf Gerlach III. von Veldenz[12]
- Graf Heinrich II. von Sayn[12]
- Graf Walram I. von Nassau[12]
- Graf Gottfried III. von Sponheim[12]
- Graf Rudolf II. von Habsburg[14]
- Graf Ludwig von Oettingen[14]
- Graf Albert III. von Bogen[14]
- Graf Heinrich I. von Ortenburg[14]
- Graf Adolf III. von Schauenburg[14]
- Graf Burkhard von Mansfeld[14]
- Graf Burchard I. von Lauterberg[Anm. 4][14]
- Graf Lambert von Gleichen[16]
- Graf Ernst von Gleichen[17]
- Graf Dietrich von „Bichelingen“[18]
- Graf Friedrich von „Bichelingen“[19]
- Graf von Beilstein[15]
- Graf Ludwig von Wartenberg[15]
- Marquart, Seneschall und Markgraf von Ancona[10]
- Robert von „Durne“[10] / „Turne“[12]
- Arnold von Horenberg[10]
- Hartmann I. von Büdingen[10]
- Kuno I. von Münzenberg[10][11]
- Eduard von „Eistide“[10]
- Heinrich von Pappenheim („Kalendin“)[10]
- Gerhard von Querfurt, Burggraf von Magdeburg[11][14]
- Ludwig von Frankenstein[11]
- Witelo von Grimma[11]
- Gerung von Kranichfeld[11]
- Hermann von Gunderichsleben („Gunderichesleibin“)[11]
- Mundschenk Merbod[10]
- Mundschenk Dietrich von Apolda[11]
- Marschall Eberhard von Anebos[10]

## Folgen
Nachdem der Plan Heinrichs VI., Friedrich (II.) als Nachfolger zu installieren, in Worms nicht vorangekommen war, begab sich der Kaiser wahrscheinlich in die Pfalz Hagenau, wo er zusammen mit einem Kreis von Beratern den Vorschlag zu einer Verfassungsreform ausarbeitete, die im Reich eine Erbmonarchie einführen sollte. Dieser Plan wurde dann auf einer folgenden Reichsversammlung in Würzburg im März 1196 verhandelt.